# Тускарора (мова)
Тускарора (англ. Tuscarora language), самоназва — скаруре (Ska:rù:rę' ) — мова індіанського племені тускарора. Належить до північної групи ірокезької мовної сім'ї. Була поширена на півдні канадської провінції Онтаріо, в штаті Північна Кароліна та на північному заході штату Нью-Йорк (у районі Ніагарського водоспаду).
Мові тускарора загрожує зникнення. Станом на середину 1970-х років налічувалося лише 52 носії мови в резервації Тускарора в штаті Нью-Йорк та в резервації Шість націй річки Ґранд (англ. Six Nations of the Grand River), що поблизу Брантфорда в провінції Онтаріо. Школа Тускарора в Льюїстоні мала на меті сприяти збереженню мови, проте єдиними носіями залишаються люди похилого віку.
За даними ЮНЕСКО на 2007 рік налічувалося лише 3 носії мови.
Граматика мови тускарора достатньо складна. Для писемності використовується латиниця з деякими доповненнями, варіаціями та діакритичними знаками.[джерело?]